# Serrat dels Corralets
El Serrat dels Corralets és un serrat de la part nord-est de l'antic terme de Benés, a l'Alta Ribagorça, actualment del terme municipal de Sarroca de Bellera, al Pallars Jussà.
El Serrat dels Corralets és paral·lel pel costat de llevant de la Serra de Plandestàs, al costat de llevant de la vall de la Valiri. El seu extrem sud-oest és a la confluència de la Valiri amb el barranc dels Corralets, i el nord-oriental, al lloc dels Corralets, al sud-oest dels Tossalets del Pla, contrafort sud-occidental del Tossal de les Tres Muntanyes.